# Daiki Watari
Daiki Watari (渡 大生 Watari Daiki?), född 25 juni 1993 i Hiroshima prefektur, är en japansk fotbollsspelare.
Watari började sin karriär 2012 i Giravanz Kitakyushu. Han spelade 130 ligamatcher för klubben. 2016 flyttade han till Tokushima Vortis. Efter Tokushima Vortis spelade han för Sanfrecce Hiroshima och Oita Trinita.